# Бакарі Гассама
Бакарі Гассама (англ. Bakary Papa Gassama; 10 лютого 1979, Банжул) — гамбійський футбольний арбітр. Арбітр ФІФА з 2007 року. Один з арбітрів чемпіонату світу 2014 року.

## Кар'єра арбітра
Статус арбітра ФІФА отримав 1 січня 2007 року. З 2009 року на постійній основі залучався до суддівства матчів ліги чемпіонів КАФ. Перший міжнародний матч на рівні національних збірних відсудив у лютому 2009 року між збірними Руанди та Тунісу.
2012 року обслуговав матчі кубка африканських націй, як на груповій стадії турніру так і на стадії плей-оф. У цьому ж році залучався до суддівства олімпійського футбольного турніру на іграх у Лондоні.
2013 року знову залучався до обслуговування матчів кубка африканських націй, після чого судив на молодіжному чемпіонаті світу у Туреччинв. 10 листопада 2013 року судив другий фінальний поєдинок Ліги чемпіонів КАФ між клубами «Аль-Аглі» (Каїр) і «Орландо Пайретс» (2:0). У грудні цього ж року працював на клубному чемпіонаті світу в Марокко.
15 січня 2014 разом з двома помічниками, камерунцем Еварісто Менкоуанде та руандійцем Фелісьеном Кабанда був обраний одним з арбітрів чемпіонату світу з футболу 2014 року в Бразилії, де обслуговував матч групового етапу Нідерланди — Чилі (2:0).
Влітку 2017 обслуговував матчі Кубка конфедерацій, що проходив у Росії.
У 2022 році обраний арбітром на ЧС 2022 у Катарі.